# استپان گیشیان
استپان زاونی گیشیان (ارمنی: Ստեփան Զավենի Գիշյան؛  زادهٔ ۵ مهٔ ۱۹۶۴ - درگذشته ۲۲ مارس ۲۰۱۴) بانکدار، سیاستمدار اهل ارمنستان که از تاریخ ۱۵ مه ۲۰۰۹ تا تاریخ ۲۲ مارس ۲۰۱۴ عضو عضو شورای عمومی جمهوری ارمنستان بود. بین سال‌های ۲۰۱۴–۲۰۰۶ وی مدیر اجرایی آکبا بانک بود.

## زندگی‌نامه
وی در ۵ مهٔ ۱۹۶۴ در نویمبریان به دنیا آمد و از دانشگاه دولتی اقتصاد ارمنستان فارغ‌التحصیل گشت. همچنین برندهٔ جوایزی همچون نشان آنانیا شیراکاتسی () شده است. وی در ۲۲ مارس ۲۰۱۴ در سن ۴۹ سالگی درگذشت.

## یادداشت
1. ↑  Հայաստանի Հանրապետության հանրային խորհրդի անդամներ